# 帕維利恩 (紐約州普查規定居民點)
帕維利恩（英語：Pavilion）是位於美國紐約州傑納西縣的普查規定居民點。

## 人口
根據2020年美國人口普查的數據，帕維利恩的面積為9.75平方千米，皆為陸地。當地共有人口664人，而人口密度為每平方千米68.1人。